# Lysidice ninetta
Lysidice ninetta Audouin & Milne-Edwards, 1833 è un anellide policheto della famiglia degli Eunicidi
È un componente della comunità bentonica associata alla Posidonia oceanica.